# TJ OP Prostějov
Tělovýchovná jednota Oděvní průmysl Prostějov byl český fotbalový klub z Prostějova, který byl založen roku 1933 jako Sportovní klub Rolný Prostějov. Klub zanikl počátkem 90. let 20. století.
Největších úspěchů klub dosáhl ve 30. a 40. letech 20. století, ve 12 po sobě jdoucích ročnících se účastnil druhé nejvyšší soutěže (1937/38 – 1949), v sezoně 1939/40 měl na dosah dokonce prvoligovou účast. Ve třetí nejvyšší soutěži hrál naposled v sezoně 1968/69. V sezoně 1972/73 sestoupil z divize do krajských soutěží, v nichž setrval až do svého zániku.
V první polovině 70. let zde nastupoval mj. Vlastimil Petržela. V letech 1982 až 1985 také Pavel Zbožínek. Odchovanci klubu byli například Petr Svoboda a brankář Jindřich Skácel.

## Historické názvy
Zdroj: 
- 1933 – SK Rolný Prostějov (Sportovní klub Rolný Prostějov)
- 1945 – SK OP Prostějov (Sportovní klub Oděvní průmysl Prostějov)
- 1948 – ZK OP Prostějov (Závodní klub Oděvní průmysl Prostějov)
- 1949 – ZSJ OP Prostějov (Závodní sokolská jednota Oděvní průmysl Prostějov)
- 1952 – ZSJ OZJW Prostějov (Závodní sokolská jednota Oděvní závody Jiřího Wolkera Prostějov)
- 1953 – DSO Jiskra Prostějov (Dobrovolná sportovní organisace Jiskra Prostějov)
- 1958 – TJ Jiskra Prostějov (Tělovýchovná jednota Jiskra Prostějov)
- 1960 – TJ Jiskra OP Prostějov (Tělovýchovná jednota Jiskra Oděvní průmysl Prostějov)
- 1964 – TJ OP Prostějov (Tělovýchovná jednota Oděvní průmysl Prostějov)

## Umístění v jednotlivých sezonách
Zdroj: 
Legenda: Z – zápasy, V – výhry, R – remízy, P – porážky, VG – vstřelené góly, OG – obdržené góly, +/− – rozdíl skóre, B – body, červené podbarvení – sestup, zelené podbarvení – postup, fialové podbarvení – reorganizace, změna skupiny či soutěže
| Československo (1936 – 1939)             |                                                             |                                                             |                                                              |                                                              |                                                              |                                                              |                                                              |                                                              |                                                              |                                                              |                                                              |                                                              |                                                              |
| Sezóna                                   | Liga                                                        | Úroveň                                                      | Z                                                            | V                                                            | R                                                            | P                                                            | VG                                                           | OG                                                           | +/–                                                          | B                                                            | Pozice                                                       |                                                              |                                                              |
| 1936/37                                  | I. A třída HHŽF                                             | 3                                                           | 22                                                           | 18                                                           | 2                                                            | 2                                                            | 99                                                           | 24                                                           | +75                                                          | 38                                                           | 1.                                                           |                                                              |                                                              |
| 1937/38                                  | Moravskoslezská divize                                      | 2                                                           | 26                                                           | 16                                                           | 1                                                            | 9                                                            | 102                                                          | 49                                                           | +53                                                          | 33                                                           | 4.                                                           |                                                              |                                                              |
| 1938/39                                  | Moravskoslezská divize                                      | 2                                                           | 22                                                           | 17                                                           | 2                                                            | 3                                                            | 103                                                          | 28                                                           | +75                                                          | 36                                                           | 3.                                                           |                                                              |                                                              |
| Protektorát Čechy a Morava (1939 – 1945) |                                                             |                                                             |                                                              |                                                              |                                                              |                                                              |                                                              |                                                              |                                                              |                                                              |                                                              |                                                              |                                                              |
| Sezóna                                   | Liga                                                        | Úroveň                                                      | Z                                                            | V                                                            | R                                                            | P                                                            | VG                                                           | OG                                                           | +/–                                                          | B                                                            | Pozice                                                       |                                                              |                                                              |
| 1939/40                                  | Moravskoslezská divize                                      | 2                                                           | 22                                                           | 17                                                           | 3                                                            | 2                                                            | 112                                                          | 33                                                           | +79                                                          | 37                                                           | 1.                                                           |                                                              |                                                              |
| 1940/41                                  | Moravskoslezská divize                                      | 2                                                           | 26                                                           | 15                                                           | 4                                                            | 7                                                            | 85                                                           | 55                                                           | +30                                                          | 34                                                           | 3.                                                           |                                                              |                                                              |
| 1941/42                                  | Moravskoslezská divize                                      | 2                                                           | 26                                                           | 15                                                           | 4                                                            | 7                                                            | 93                                                           | 44                                                           | +49                                                          | 34                                                           | 2.                                                           |                                                              |                                                              |
| 1942/43                                  | Moravskoslezská divize                                      | 2                                                           | 26                                                           | 12                                                           | 4                                                            | 10                                                           | 66                                                           | 54                                                           | +12                                                          | 28                                                           | 6.                                                           |                                                              |                                                              |
| 1943/44                                  | Moravskoslezská divize                                      | 2                                                           | 26                                                           | 13                                                           | 4                                                            | 9                                                            | 80                                                           | 65                                                           | +15                                                          | 30                                                           | 5.                                                           |                                                              |                                                              |
| 1944/45                                  | Končila druhá světová válka, pravidelné soutěže se nehrály. | Končila druhá světová válka, pravidelné soutěže se nehrály. | Končila druhá světová válka, pravidelné soutěže se nehrály.  | Končila druhá světová válka, pravidelné soutěže se nehrály.  | Končila druhá světová válka, pravidelné soutěže se nehrály.  | Končila druhá světová válka, pravidelné soutěže se nehrály.  | Končila druhá světová válka, pravidelné soutěže se nehrály.  | Končila druhá světová válka, pravidelné soutěže se nehrály.  | Končila druhá světová válka, pravidelné soutěže se nehrály.  | Končila druhá světová válka, pravidelné soutěže se nehrály.  | Končila druhá světová válka, pravidelné soutěže se nehrály.  |                                                              |                                                              |
| Československo (1945 – 1988)             |                                                             |                                                             |                                                              |                                                              |                                                              |                                                              |                                                              |                                                              |                                                              |                                                              |                                                              |                                                              |                                                              |
| Sezóna                                   | Liga                                                        | Úroveň                                                      | Z                                                            | V                                                            | R                                                            | P                                                            | VG                                                           | OG                                                           | +/–                                                          | B                                                            | Pozice                                                       |                                                              |                                                              |
| 1945/46                                  | Moravskoslezská divize                                      | 2                                                           | 30                                                           | 17                                                           | 4                                                            | 9                                                            | 97                                                           | 65                                                           | +32                                                          | 38                                                           | 4.                                                           |                                                              |                                                              |
| 1946/47                                  | Moravskoslezská divize                                      | 2                                                           | 26                                                           | 11                                                           | 3                                                            | 12                                                           | 50                                                           | 49                                                           | +1                                                           | 25                                                           | 9.                                                           |                                                              |                                                              |
| 1947/48                                  | Moravskoslezská divize                                      | 2                                                           | 30                                                           | 16                                                           | 6                                                            | 8                                                            | 75                                                           | 62                                                           | +13                                                          | 38                                                           | 3.                                                           |                                                              |                                                              |
| 1948                                     | Zemská soutěž – sk. C                                       | 2                                                           | 11                                                           | 4                                                            | 1                                                            | 6                                                            | 26                                                           | 32                                                           | −6                                                           | 9                                                            | 9.                                                           |                                                              |                                                              |
| 1949                                     | Oblastní soutěž – sk. C                                     | 2                                                           | 26                                                           | 8                                                            | 3                                                            | 15                                                           | 58                                                           | 63                                                           | −5                                                           | 19                                                           | 10.                                                          |                                                              |                                                              |
| 1950                                     | Oblastní soutěž – sk. C                                     | 3                                                           | 22                                                           | 14                                                           | 4                                                            | 4                                                            | 58                                                           | 33                                                           | +25                                                          | 32                                                           | 2.                                                           |                                                              |                                                              |
| 1951                                     | Krajská soutěž – Olomouc                                    | 2                                                           | 18                                                           | 11                                                           | 2                                                            | 5                                                            | 49                                                           | 32                                                           | +17                                                          | 24                                                           | 2.                                                           |                                                              |                                                              |
| 1952                                     | Krajský přebor – Olomouc                                    | 2                                                           | 22                                                           | 14                                                           | 3                                                            | 5                                                            | 55                                                           | 35                                                           | +20                                                          | 31                                                           | 3.                                                           |                                                              |                                                              |
| 1953                                     | Krajský přebor – Olomouc                                    | 3                                                           | 11                                                           | 5                                                            | 3                                                            | 3                                                            | 17                                                           | 16                                                           | +1                                                           | 13                                                           | 4.                                                           |                                                              |                                                              |
| 1954                                     | Krajský přebor – Olomouc                                    | 3                                                           | 22                                                           | 12                                                           | 2                                                            | 8                                                            | 41                                                           | 36                                                           | +5                                                           | 26                                                           | 4.                                                           |                                                              |                                                              |
| ...                                      |                                                             |                                                             |                                                              |                                                              |                                                              |                                                              |                                                              |                                                              |                                                              |                                                              |                                                              |                                                              |                                                              |
| 1959/60                                  | Oblastní soutěž – sk. D                                     | 3                                                           | 28                                                           | 7                                                            | 6                                                            | 15                                                           | 45                                                           | 77                                                           | −32                                                          | 20                                                           | 12.                                                          |                                                              |                                                              |
| 1960/61                                  | Jihomoravský krajský přebor                                 | 3                                                           | 26                                                           | 8                                                            | 7                                                            | 11                                                           | 31                                                           | 53                                                           | −22                                                          | 23                                                           | 9.                                                           |                                                              |                                                              |
| 1961/62                                  | Jihomoravský krajský přebor                                 | 3                                                           | 26                                                           | 13                                                           | 6                                                            | 7                                                            | 46                                                           | 30                                                           | +16                                                          | 32                                                           | 4.                                                           |                                                              |                                                              |
| 1962/63                                  | Jihomoravský krajský přebor                                 | 3                                                           | 26                                                           | 13                                                           | 6                                                            | 7                                                            | 43                                                           | 36                                                           | +7                                                           | 32                                                           | 3.                                                           |                                                              |                                                              |
| 1963/64                                  | Jihomoravský krajský přebor                                 | 3                                                           | 26                                                           | 8                                                            | 8                                                            | 10                                                           | 48                                                           | 46                                                           | +2                                                           | 24                                                           | 8.                                                           |                                                              |                                                              |
| 1964/65                                  | Jihomoravský krajský přebor                                 | 3                                                           | 26                                                           | 6                                                            | 8                                                            | 12                                                           | 39                                                           | 46                                                           | −7                                                           | 20                                                           | 13.                                                          |                                                              |                                                              |
| 1965/66                                  | Jihomoravský oblastní přebor                                | 4                                                           | 26                                                           | 14                                                           | 8                                                            | 4                                                            | 47                                                           | 28                                                           | +19                                                          | 36                                                           | 1.                                                           |                                                              |                                                              |
| 1966/67                                  | Divize D                                                    | 3                                                           | 26                                                           | 8                                                            | 6                                                            | 12                                                           | 28                                                           | 46                                                           | −18                                                          | 22                                                           | 10.                                                          |                                                              |                                                              |
| 1967/68                                  | Divize D                                                    | 3                                                           | 26                                                           | 7                                                            | 6                                                            | 13                                                           | 32                                                           | 42                                                           | −10                                                          | 20                                                           | 12.                                                          |                                                              |                                                              |
| 1968/69                                  | Divize D                                                    | 3                                                           | 26                                                           | 3                                                            | 5                                                            | 18                                                           | 18                                                           | 45                                                           | −27                                                          | 11                                                           | 14.                                                          |                                                              |                                                              |
| 1969/70                                  | Divize D                                                    | 4                                                           | 30                                                           | 9                                                            | 9                                                            | 12                                                           | 38                                                           | 53                                                           | −15                                                          | 27                                                           | 11.                                                          |                                                              |                                                              |
| 1970/71                                  | Divize D                                                    | 4                                                           | 30                                                           | 10                                                           | 7                                                            | 13                                                           | 37                                                           | 40                                                           | −3                                                           | 27                                                           | 9.                                                           |                                                              |                                                              |
| 1971/72                                  | Divize D                                                    | 4                                                           | 30                                                           | 12                                                           | 6                                                            | 12                                                           | 30                                                           | 44                                                           | −14                                                          | 30                                                           | 10.                                                          |                                                              |                                                              |
| 1972/73                                  | Divize D                                                    | 4                                                           | 30                                                           | 2                                                            | 6                                                            | 22                                                           | 24                                                           | 58                                                           | −34                                                          | 10                                                           | 16.                                                          |                                                              |                                                              |
| 1973/74                                  | Jihomoravský krajský přebor                                 | 5                                                           | 30                                                           | 13                                                           | 8                                                            | 9                                                            | 57                                                           | 37                                                           | +20                                                          | 34                                                           | 6.                                                           |                                                              |                                                              |
| 1974/75                                  | Jihomoravský krajský přebor                                 | 5                                                           | 30                                                           | 10                                                           | 9                                                            | 11                                                           | 37                                                           | 37                                                           | 0                                                            | 29                                                           | 13.                                                          |                                                              |                                                              |
| 1975/76                                  | Jihomoravský krajský přebor                                 | 5                                                           | 30                                                           | 12                                                           | 5                                                            | 13                                                           | 44                                                           | 37                                                           | +7                                                           | 29                                                           | 10.                                                          |                                                              |                                                              |
| 1976/77                                  | Jihomoravský krajský přebor                                 | 5                                                           | 30                                                           | 12                                                           | 3                                                            | 15                                                           | 42                                                           | 51                                                           | −9                                                           | 27                                                           | 12.                                                          |                                                              |                                                              |
| 1977/78                                  | Jihomoravský krajský přebor                                 | 4                                                           | 30                                                           | 14                                                           | 5                                                            | 11                                                           | 39                                                           | 39                                                           | 0                                                            | 33                                                           | 3.                                                           |                                                              |                                                              |
| 1978/79                                  | Jihomoravský krajský přebor                                 | 4                                                           | 30                                                           | 12                                                           | 7                                                            | 11                                                           | 52                                                           | 45                                                           | +7                                                           | 31                                                           | 6.                                                           |                                                              |                                                              |
| 1979/80                                  | Jihomoravský krajský přebor                                 | 4                                                           | 30                                                           | 10                                                           | 11                                                           | 9                                                            | 48                                                           | 44                                                           | +4                                                           | 31                                                           | 8.                                                           |                                                              |                                                              |
| 1980/81                                  | Jihomoravský krajský přebor                                 | 4                                                           | 30                                                           | 12                                                           | 9                                                            | 9                                                            | 42                                                           | 34                                                           | +8                                                           | 33                                                           | 5.                                                           |                                                              |                                                              |
| 1981/82                                  | Jihomoravský krajský přebor                                 | 5                                                           | 30                                                           | 10                                                           | 10                                                           | 10                                                           | 43                                                           | 50                                                           | −7                                                           | 30                                                           | 6.                                                           |                                                              |                                                              |
| 1982/83                                  | Jihomoravský krajský přebor                                 | 5                                                           | 30                                                           | 7                                                            | 6                                                            | 17                                                           | 35                                                           | 57                                                           | −22                                                          | 20                                                           | 14.                                                          |                                                              |                                                              |
| 1983/84                                  | Jihomoravský krajský přebor – sk. B                         | 5                                                           | Klub byl ze soutěže vyloučen a jeho výsledky byly anulovány. | Klub byl ze soutěže vyloučen a jeho výsledky byly anulovány. | Klub byl ze soutěže vyloučen a jeho výsledky byly anulovány. | Klub byl ze soutěže vyloučen a jeho výsledky byly anulovány. | Klub byl ze soutěže vyloučen a jeho výsledky byly anulovány. | Klub byl ze soutěže vyloučen a jeho výsledky byly anulovány. | Klub byl ze soutěže vyloučen a jeho výsledky byly anulovány. | Klub byl ze soutěže vyloučen a jeho výsledky byly anulovány. | Klub byl ze soutěže vyloučen a jeho výsledky byly anulovány. | Klub byl ze soutěže vyloučen a jeho výsledky byly anulovány. | Klub byl ze soutěže vyloučen a jeho výsledky byly anulovány. |
| ...                                      |                                                             |                                                             |                                                              |                                                              |                                                              |                                                              |                                                              |                                                              |                                                              |                                                              |                                                              |                                                              |                                                              |
| 1987/88                                  | I. A třída Jihomoravského kraje – sk. B                     | 6                                                           | 26                                                           | 10                                                           | 6                                                            | 10                                                           | 38                                                           | 40                                                           | −2                                                           | 26                                                           | 9.                                                           |                                                              |                                                              |

Poznámky:
- 1939/40: Klub neuspěl v dodatečné kvalifikaci o nejvyšší soutěž.[1]

## TJ OP Prostějov „B“
TJ OP Prostějov „B“ byl rezervním týmem OP Prostějov, který se pohyboval v okresních soutěžích.

### Umístění v jednotlivých sezonách
Legenda: Z – zápasy, V – výhry, R – remízy, P – porážky, VG – vstřelené góly, OG – obdržené góly, +/− – rozdíl skóre, B – body, červené podbarvení – sestup, zelené podbarvení – postup, fialové podbarvení – reorganizace, změna skupiny či soutěže
| Československo (1960 – 1991) |                             |        |    |    |   |    |    |    |     |    |        |
| Sezóny                       | Liga                        | Úroveň | Z  | V  | R | P  | VG | OG | +/– | B  | Pozice |
| 1960/61                      | II. třída okresu Prostějov  | 5      | 26 | 9  | 4 | 13 | 50 | 60 | −10 | 22 | 11.    |
| 1961/62                      | II. třída okresu Prostějov  | 5      | 25 | 7  | 5 | 13 | 43 | 58 | −15 | 19 | 11.    |
| 1962/63                      | II. třída okresu Prostějov  | 5      | 26 | 8  | 4 | 14 | 52 | 69 | −17 | 20 | 12.    |
| 1963/64                      | II. třída okresu Prostějov  | 6      | 26 | 11 | 3 | 12 | 64 | 60 | +4  | 25 | 7.     |
| 1964/65                      | II. třída okresu Prostějov  | 6      | 26 | 8  | 7 | 11 | 43 | 50 | −7  | 23 | 11.    |
| 1965/66                      | II. třída okresu Prostějov  | 7      | 26 | 8  | 7 | 11 | 49 | 56 | −7  | 23 | 12.    |
| ...                          |                             |        |    |    |   |    |    |    |     |    |        |
| 1987/88                      | III. třída okresu Prostějov | 9      | 26 | 11 | 5 | 10 | 60 | 41 | +19 | 27 | 4.     |
| 1988/89                      | III. třída okresu Prostějov | 9      | 26 | 17 | 4 | 5  | 85 | 40 | +45 | 38 | 2.     |
| 1989/90                      | III. třída okresu Prostějov | 9      | 26 | 12 | 3 | 11 | 77 | 73 | +4  | 27 | 5.     |
| 1990/91                      | III. třída okresu Prostějov | 9      | 26 | 6  | 1 | 19 | 49 | 85 | −36 | 13 | 14.    |

Poznámky:
- 1961/62: Chybí výsledek jednoho utkání.[7]